# Llista d'asteroides/118601–118700
| Nom      | Designació provisional | Data de descobriment | Lloc de descobriment | Descobridor/s |
| -------- | ---------------------- | -------------------- | -------------------- | ------------- |
| 118601 - | 2000 GJ107             | 7 d'abril, 2000      | Socorro              | LINEAR        |
| 118602 - | 2000 GQ111             | 3 d'abril, 2000      | Anderson Mesa        | LONEOS        |
| 118603 - | 2000 GU111             | 3 d'abril, 2000      | Anderson Mesa        | LONEOS        |
| 118604 - | 2000 GL114             | 7 d'abril, 2000      | Socorro              | LINEAR        |
| 118605 - | 2000 GR116             | 2 d'abril, 2000      | Kitt Peak            | Spacewatch    |
| 118606 - | 2000 GG120             | 5 d'abril, 2000      | Kitt Peak            | Spacewatch    |
| 118607 - | 2000 GG130             | 5 d'abril, 2000      | Kitt Peak            | Spacewatch    |
| 118608 - | 2000 GQ134             | 8 d'abril, 2000      | Socorro              | LINEAR        |
| 118609 - | 2000 GZ137             | 4 d'abril, 2000      | Anderson Mesa        | LONEOS        |
| 118610 - | 2000 GC143             | 7 d'abril, 2000      | Anderson Mesa        | LONEOS        |
| 118611 - | 2000 GG143             | 7 d'abril, 2000      | Anderson Mesa        | LONEOS        |
| 118612 - | 2000 GU143             | 7 d'abril, 2000      | Anderson Mesa        | LONEOS        |
| 118613 - | 2000 GE150             | 5 d'abril, 2000      | Socorro              | LINEAR        |
| 118614 - | 2000 GZ150             | 5 d'abril, 2000      | Socorro              | LINEAR        |
| 118615 - | 2000 GT159             | 7 d'abril, 2000      | Socorro              | LINEAR        |
| 118616 - | 2000 GV159             | 7 d'abril, 2000      | Socorro              | LINEAR        |
| 118617 - | 2000 GP162             | 8 d'abril, 2000      | Socorro              | LINEAR        |
| 118618 - | 2000 HB8               | 27 d'abril, 2000     | Socorro              | LINEAR        |
| 118619 - | 2000 HR9               | 27 d'abril, 2000     | Socorro              | LINEAR        |
| 118620 - | 2000 HR13              | 28 d'abril, 2000     | Socorro              | LINEAR        |
| 118621 - | 2000 HK16              | 24 d'abril, 2000     | Kitt Peak            | Spacewatch    |
| 118622 - | 2000 HZ19              | 27 d'abril, 2000     | Kitt Peak            | Spacewatch    |
| 118623 - | 2000 HJ22              | 29 d'abril, 2000     | Socorro              | LINEAR        |
| 118624 - | 2000 HR24              | 24 d'abril, 2000     | Anderson Mesa        | LONEOS        |
| 118625 - | 2000 HF28              | 28 d'abril, 2000     | Socorro              | LINEAR        |
| 118626 - | 2000 HJ29              | 28 d'abril, 2000     | Socorro              | LINEAR        |
| 118627 - | 2000 HE36              | 28 d'abril, 2000     | Socorro              | LINEAR        |
| 118628 - | 2000 HW40              | 28 d'abril, 2000     | Socorro              | LINEAR        |
| 118629 - | 2000 HC42              | 29 d'abril, 2000     | Socorro              | LINEAR        |
| 118630 - | 2000 HA47              | 29 d'abril, 2000     | Socorro              | LINEAR        |
| 118631 - | 2000 HB48              | 29 d'abril, 2000     | Socorro              | LINEAR        |
| 118632 - | 2000 HR48              | 29 d'abril, 2000     | Socorro              | LINEAR        |
| 118633 - | 2000 HM57              | 24 d'abril, 2000     | Anderson Mesa        | LONEOS        |
| 118634 - | 2000 HA58              | 24 d'abril, 2000     | Kitt Peak            | Spacewatch    |
| 118635 - | 2000 HE60              | 25 d'abril, 2000     | Anderson Mesa        | LONEOS        |
| 118636 - | 2000 HW64              | 26 d'abril, 2000     | Anderson Mesa        | LONEOS        |
| 118637 - | 2000 HD66              | 26 d'abril, 2000     | Anderson Mesa        | LONEOS        |
| 118638 - | 2000 HR71              | 25 d'abril, 2000     | Anderson Mesa        | LONEOS        |
| 118639 - | 2000 HM73              | 27 d'abril, 2000     | Anderson Mesa        | LONEOS        |
| 118640 - | 2000 HP94              | 29 d'abril, 2000     | Socorro              | LINEAR        |
| 118641 - | 2000 HU95              | 28 d'abril, 2000     | Socorro              | LINEAR        |
| 118642 - | 2000 HG102             | 25 d'abril, 2000     | Kitt Peak            | Spacewatch    |
| 118643 - | 2000 JR1               | 1 de maig, 2000      | Socorro              | LINEAR        |
| 118644 - | 2000 JR5               | 1 de maig, 2000      | Socorro              | LINEAR        |
| 118645 - | 2000 JC14              | 6 de maig, 2000      | Socorro              | LINEAR        |
| 118646 - | 2000 JL26              | 7 de maig, 2000      | Socorro              | LINEAR        |
| 118647 - | 2000 JX29              | 7 de maig, 2000      | Socorro              | LINEAR        |
| 118648 - | 2000 JF31              | 7 de maig, 2000      | Socorro              | LINEAR        |
| 118649 - | 2000 JM32              | 7 de maig, 2000      | Socorro              | LINEAR        |
| 118650 - | 2000 JQ33              | 7 de maig, 2000      | Socorro              | LINEAR        |
| 118651 - | 2000 JV33              | 7 de maig, 2000      | Socorro              | LINEAR        |
| 118652 - | 2000 JM36              | 7 de maig, 2000      | Socorro              | LINEAR        |
| 118653 - | 2000 JU36              | 7 de maig, 2000      | Socorro              | LINEAR        |
| 118654 - | 2000 JE38              | 7 de maig, 2000      | Socorro              | LINEAR        |
| 118655 - | 2000 JB40              | 7 de maig, 2000      | Socorro              | LINEAR        |
| 118656 - | 2000 JR40              | 5 de maig, 2000      | Socorro              | LINEAR        |
| 118657 - | 2000 JA57              | 6 de maig, 2000      | Socorro              | LINEAR        |
| 118658 - | 2000 JO58              | 6 de maig, 2000      | Socorro              | LINEAR        |
| 118659 - | 2000 JH77              | 7 de maig, 2000      | Socorro              | LINEAR        |
| 118660 - | 2000 JK77              | 7 de maig, 2000      | Socorro              | LINEAR        |
| 118661 - | 2000 KL6               | 27 de maig, 2000     | Socorro              | LINEAR        |
| 118662 - | 2000 KD11              | 28 de maig, 2000     | Socorro              | LINEAR        |
| 118663 - | 2000 KK11              | 28 de maig, 2000     | Socorro              | LINEAR        |
| 118664 - | 2000 KP15              | 28 de maig, 2000     | Socorro              | LINEAR        |
| 118665 - | 2000 KE34              | 27 de maig, 2000     | Socorro              | LINEAR        |
| 118666 - | 2000 KZ34              | 27 de maig, 2000     | Socorro              | LINEAR        |
| 118667 - | 2000 KA40              | 25 de maig, 2000     | Kitt Peak            | Spacewatch    |
| 118668 - | 2000 KS43              | 31 de maig, 2000     | Kitt Peak            | Spacewatch    |
| 118669 - | 2000 KO54              | 27 de maig, 2000     | Anderson Mesa        | LONEOS        |
| 118670 - | 2000 KP55              | 27 de maig, 2000     | Socorro              | LINEAR        |
| 118671 - | 2000 KL63              | 26 de maig, 2000     | Anderson Mesa        | LONEOS        |
| 118672 - | 2000 KS63              | 26 de maig, 2000     | Anderson Mesa        | LONEOS        |
| 118673 - | 2000 KU68              | 29 de maig, 2000     | Kitt Peak            | Spacewatch    |
| 118674 - | 2000 KD78              | 27 de maig, 2000     | Socorro              | LINEAR        |
| 118675 - | 2000 KW81              | 24 de maig, 2000     | Anderson Mesa        | LONEOS        |
| 118676 - | 2000 LS17              | 7 de juny, 2000      | Socorro              | LINEAR        |
| 118677 - | 2000 LG19              | 8 de juny, 2000      | Socorro              | LINEAR        |
| 118678 - | 2000 LH22              | 6 de juny, 2000      | Kitt Peak            | Spacewatch    |
| 118679 - | 2000 LE35              | 1 de juny, 2000      | Haleakala            | NEAT          |
| 118680 - | 2000 LQ35              | 1 de juny, 2000      | Anderson Mesa        | LONEOS        |
| 118681 - | 2000 NJ1               | 3 de juliol, 2000    | Kitt Peak            | Spacewatch    |
| 118682 - | 2000 NJ3               | 7 de juliol, 2000    | Farpoint             | Farpoint      |
| 118683 - | 2000 NE11              | 12 de juliol, 2000   | Ondřejov             | P. Kušnirák   |
| 118684 - | 2000 NX14              | 5 de juliol, 2000    | Anderson Mesa        | LONEOS        |
| 118685 - | 2000 NV15              | 5 de juliol, 2000    | Anderson Mesa        | LONEOS        |
| 118686 - | 2000 NA20              | 5 de juliol, 2000    | Anderson Mesa        | LONEOS        |
| 118687 - | 2000 NF22              | 7 de juliol, 2000    | Socorro              | LINEAR        |
| 118688 - | 2000 NJ22              | 7 de juliol, 2000    | Socorro              | LINEAR        |
| 118689 - | 2000 NG23              | 5 de juliol, 2000    | Anderson Mesa        | LONEOS        |
| 118690 - | 2000 OO20              | 30 de juliol, 2000   | Socorro              | LINEAR        |
| 118691 - | 2000 OJ23              | 23 de juliol, 2000   | Socorro              | LINEAR        |
| 118692 - | 2000 OS28              | 30 de juliol, 2000   | Socorro              | LINEAR        |
| 118693 - | 2000 OL31              | 30 de juliol, 2000   | Socorro              | LINEAR        |
| 118694 - | 2000 OG42              | 30 de juliol, 2000   | Socorro              | LINEAR        |
| 118695 - | 2000 OW44              | 30 de juliol, 2000   | Socorro              | LINEAR        |
| 118696 - | 2000 OA46              | 30 de juliol, 2000   | Socorro              | LINEAR        |
| 118697 - | 2000 OL47              | 31 de juliol, 2000   | Socorro              | LINEAR        |
| 118698 - | 2000 OY51              | 28 de juliol, 2000   | Cerro Paranal        | B. J. Gladman |
| 118699 - | 2000 OK53              | 30 de juliol, 2000   | Socorro              | LINEAR        |
| 118700 - | 2000 OQ53              | 30 de juliol, 2000   | Socorro              | LINEAR        |